# Crofton-Formel
Die Crofton-Formel (auch Cauchy-Crofton-Formel) ist in der Integralgeometrie eine Formel zur Berechnung der Bogenlänge einer Kurve und ist nach Morgan Crofton benannt.

## Definition

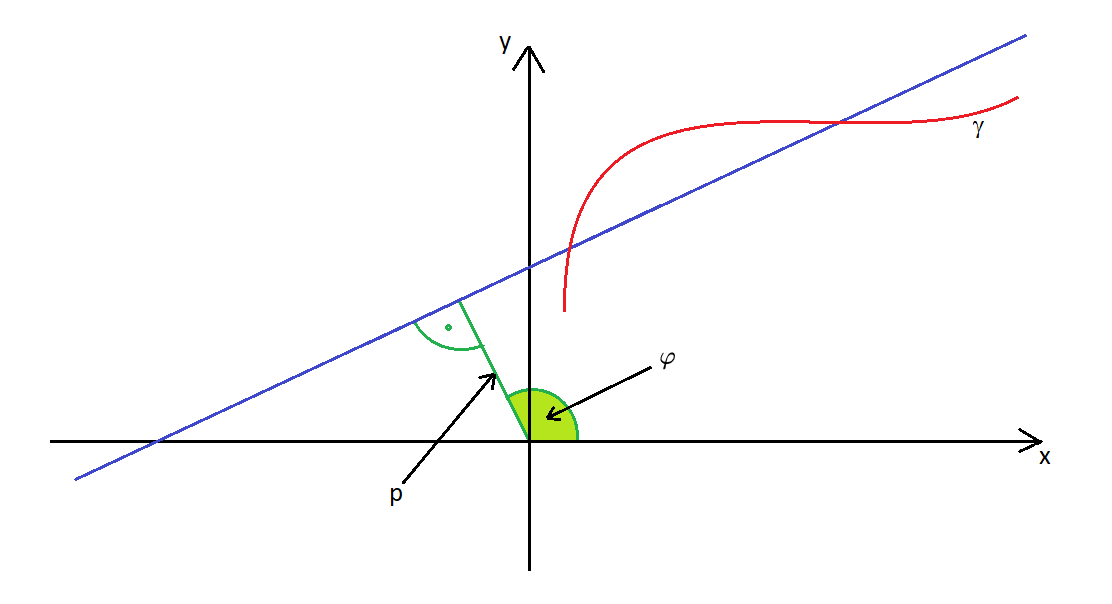
Die durch definierte Gerade schneidet zweimal, d. h..

Die Crofton-Formel drückt die Bogenlänge {\displaystyle s(\gamma )} einer ebenen Kurve {\displaystyle \gamma } durch ein Integral über die Zahl der Schnittpunkte {\displaystyle n_{\gamma }} mit einer Geraden aus; deren Abstand vom Ursprung sei {\displaystyle p} (Länge des Lots vom Ursprung auf die Gerade) und der Winkel des Lots mit der x-Achse sei {\displaystyle \varphi } (siehe Hessesche Normalform der Geradengleichung). Dann ist {\displaystyle dpd\varphi } ein kinematisch invariantes Maß (invariant unter Drehungen und Translationen der euklidischen Ebene). {\displaystyle n_{\gamma }} sei die Anzahl der Schnittpunkte der durch {\displaystyle p,\varphi } parametrisierten Geraden mit der Kurve. Croftons Formel für die Bogenlänge lautet dann:
{\displaystyle s(\gamma )={\frac {1}{2}}\int \int n_{\gamma }(\varphi ,p)\;d\varphi \;dp}

## Schätzung

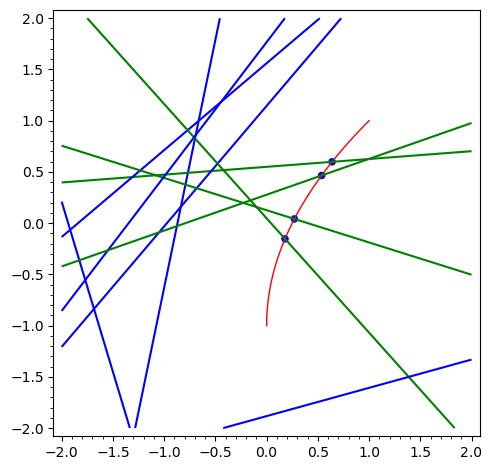
Anwendung der Crofton-Formel mit zufälligen Linien

Für eine Schätzung der der Bogenlänge kann eine Monte-Carlo-Simulation benutzt werden: Dabei seien die Zufallsvariablen {\displaystyle \varphi ,p} gleichverteilt im Volumen {\displaystyle V=2\pi h}. {\displaystyle {\tilde {p}}={\frac {1}{V}}} sei somit die gemeinsame Wahrscheinlichkeitsdichte der Gleichverteilung.
Wegen
{\displaystyle s(\gamma )={\frac {1}{2}}\int _{0}^{2\pi }\int _{-h/2}^{h/2}n_{\gamma }(\varphi ,p)\;d\varphi \;dp\underbrace {\frac {V}{V}} _{1}={\frac {V}{2}}\int _{0}^{2\pi }\int _{-h/2}^{h/2}n_{\gamma }(\varphi ,p){\tilde {p}}(\varphi ,p)\;d\varphi \;dp={\frac {V}{2}}E_{(\varphi ,p)\sim {\tilde {p}}}[n_{\gamma }(\varphi ,p)]} gilt daher nach dem Gesetz der großen Zahlen
{\displaystyle {\hat {s}}(\gamma )={\frac {V}{2N}}\sum _{i=1}^{N}n_{\gamma }(\varphi _{i},p_{i}),}
wobei {\displaystyle N} die Zahl der gezogenen Stichproben {\displaystyle (\varphi _{i},p_{i})} aus dem Volumen {\displaystyle V} sind.

## Beispiel

### Gerade entlang der x-Achse

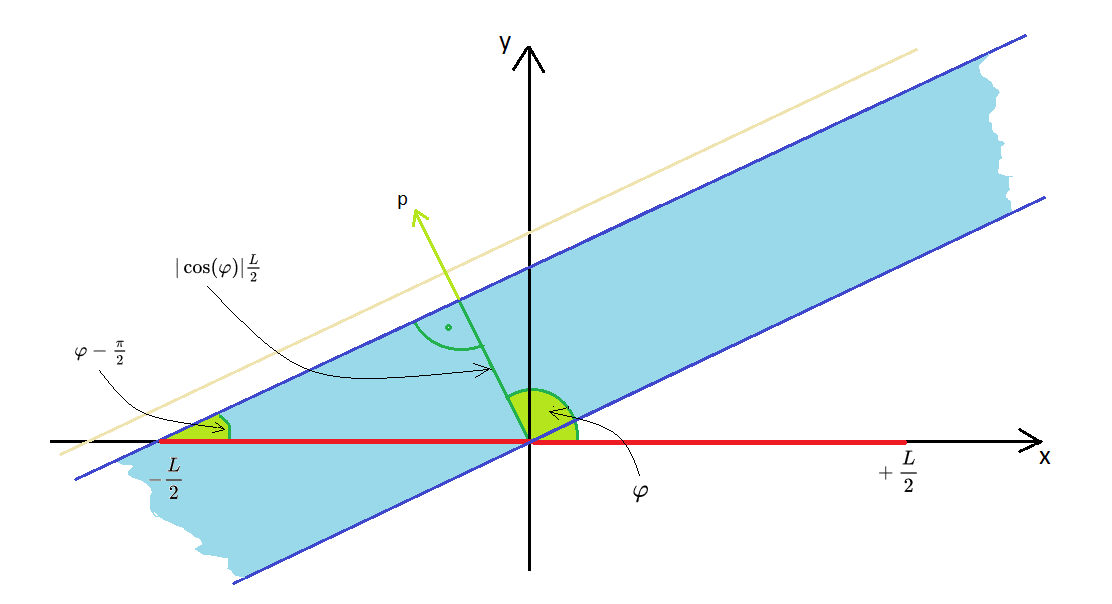
Für festes schneiden nur die Geraden im blauen Bereich die Strecke, d. h. es muss sein.

Die Formel kann plausibel gemacht werden, wenn man als Beispiel für {\displaystyle \gamma }  eine Linie der Länge {\displaystyle L} auf der x-Achse betrachtet, mit dem Mittelpunkt im Ursprung. Croftons Formel ergibt dann:
{\displaystyle s(\gamma )={\frac {1}{2}}\int _{0}^{2\pi }\int _{0}^{|{\cos(\varphi )}|{\frac {L}{2}}}n_{\gamma }(\varphi ,p)\;dp\;d\varphi \ ={\frac {L}{4}}\int _{0}^{2\pi }|{\cos(\varphi )}|d\varphi ={\frac {L}{4}}4=L}.
Das kann man mittels Approximation durch gerade Linien auf eine beliebige Kurve übertragen.

### Einheitskreisline
Ein weiteres einfaches Beispiel ist die Einheitskreislinie {\displaystyle \gamma }. Zu jedem {\displaystyle \varphi \in [0,2\pi ]} schneidet die Gerade mit Abstand {\displaystyle p} die Kreislinie genau für {\displaystyle 0\leq p\leq 1} und zwar zweimal für {\displaystyle 0\leq p<1}. Daher ist
{\displaystyle s(\gamma )={\frac {1}{2}}\int _{0}^{2\pi }\int _{0}^{1}n_{\gamma }(\varphi ,p)\;dp\;d\varphi \ ={\frac {1}{2}}\int _{0}^{2\pi }\int _{0}^{1}2\;dp\;d\varphi \ ={\frac {1}{2}}\cdot 2\cdot 2\pi =2\pi },
was, wie erwartet, der bekannte Kreisumfang ist.